# Руандски франак
Руандски франак је званична валута у Руанди. Скраћеница тј. симбол за франак је FRw а међународни код RWF. Франак издаје Национална банка Руанде. У 2008. години инфлација је износила 15,4%. Један франак састоји се од 100 центима.
Франак је постао валута Руанде 1916. Пре тога је у употреби био франак Белгијског Конга који је заменио рупију Немачке источне Африке. Валуту Белгијског Конга, Руанда је користила до 1960. када је уведен франак Руанде и Бурундија. Руанда је почела да издаје сопствене франке 1964.
Постоје планови за увођење јединствене валуте Источноафрички шилинг на територији пет држава чланица Источноафричке заједнице, а то су Кенија, Танзанија, Уганда, Бурунди и Руанда.
Постоје новчанице у износима 500, 1000, 2000 и 5000 франака и кованице од 1, 2, 5, 10, 20, 50 и 100 франака.